# Белые палаты на Пречистенке
Бе́лые пала́ты на Пречи́стенке — памятник архитектуры XVII века и музей в Москве.

## История
Строительство палат было начато в 1685 году и завершено в 1688 году. Белые палаты выполняли роль главного дома усадьбы князя Прозоровского. Князь служил управляющим Оружейным приказом. Несмотря на то что дома строили в то время в глубине двора, это здание — на красной линии улицы.
С 1712 года по 1713 год палаты перестраивали. С 1730 года хозяевами палат была семья Фаминцыных. В 1850-х совершена пристройка к дому. Также перестроен экстерьер. С конца XIX века по начало XX века здесь располагался трактир. Затем открыт кинотеатр. В советское время дом был сделан жилым.
В 1972 году намечался визит президента США Никсона, поэтому началась реконструкция центра Москвы. Здание намеревались снести, однако при исследовании узнали его историю, и было решено сохранить памятник архитектуры. В том же году началась реставрация.
В 1995 году реставрация окончилась. К дому была сделана пристройка. Белые палаты перешли в собственность Департамента культурного наследия города Москвы, в них разместилось Управление популяризации Департамента с выставочными помещениями. По состоянию на июнь 2018 года палаты снова пустуют, оставаясь на балансе Мосгорнаследия. Палаты внесены в Красную книгу Архнадзора (электронный каталог объектов недвижимого культурного наследия Москвы, находящихся под угрозой), номинация — запустение.
В январе 2009 года перед Белыми палатами убили адвоката Станислава Маркелова и журналистку Анастасию Бабурову.

## Архитектура
Г-образное здание имеет 2 этажа, арку и полуподвал. Проездная арка ведёт на парадный двор. Выделяется высокий угловой объём, обращённый к центру города. Окна второго этажа декорированы наличниками с разрывными завершениями. В верхней части фасады завершаются тяжёлым карнизом. Перекрытия помещений сводчатые. На первом этаже 2 палаты. С первого этажа наверх ведёт внутристенная лестница. На втором этаже размещена анфилада, включающая огромный столовый покой